# Bohumír Jan Dlabač

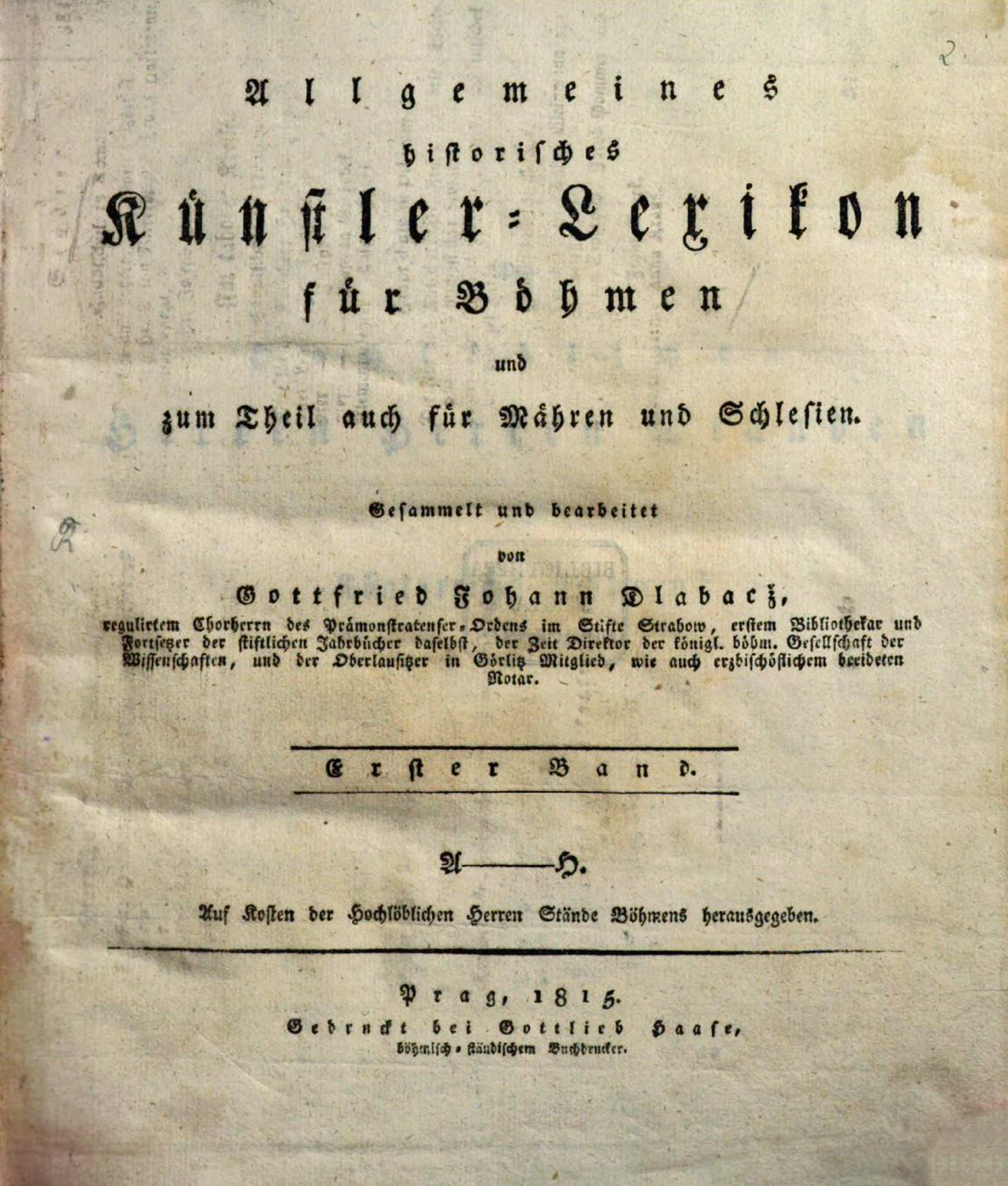
Allgemeines historisches Künstler-Lexikon für Böhmen und zum Theile auch für Mähren und Schlesien, Titelseite vom Bd. 1

Bohumír Jan Dlabač, auch Dlabacž, deutsch Gottfried Johann Dlabacz (* 17. Juli 1758 in Cerhenice; † 4. Februar 1820 in Prag) war Priester der Prämonstratenser, ein Gelehrter und ein Schriftsteller und Dichter in der Epoche der tschechischen „nationalen Wiedergeburt“. Er war Bibliothekar und Archivar im Prager Kloster Strahov. Sein bekanntestes Werk, ein umfangreiches Künstlerlexikon, ist bis heute eine wertvolle Informationsquelle über das kulturelle Leben in Böhmen vom Mittelalter bis zum frühen 19. Jahrhundert auf dem Gebiet der Musik, Kunst und Architektur.

## Leben und Wirken

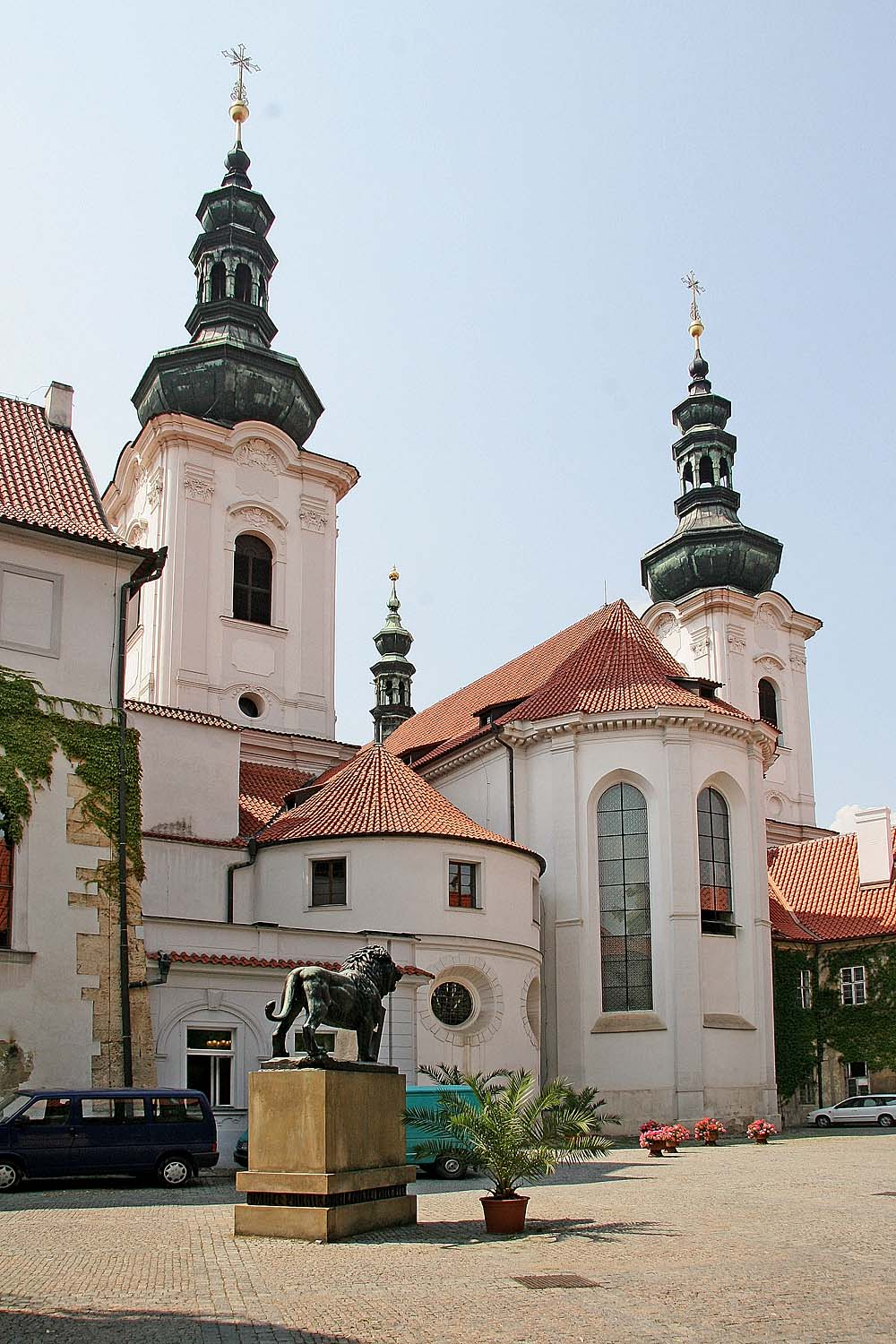
Kloster Strahov in Prag, die Wirkungsstätte von Bohumír Jan Dlabač

Bohumír Jan Dlabač ist in Cerhenice, einem kleinen Ort nahe Český Brod in Mittelböhmen geboren. Ab dem Jahr 1771 war er Sängerknabe im Benediktinerstift Breunau in Prag, zwei Jahre später wechselte er in den Chor des Prämonstratenserklosters Strahov. Sein Chorregent war Jan Lohelius Oehlschlägel. Dlabač besuchte das akademische Gymnasium in der Prager Altstadt und studierte anschließend Philosophie, Mathematik und Physik an der Karls-Universität. Im Jahr 1778 trat er in den Orden der Prämonstratenser ein und nahm den Ordensnamen Bohumír (lateinisch Godefridus, deutsch Gottfried) an. Während seines Theologiestudiums am Prager Collegium Norbertinum war er Chorregent in der St.-Benedikt-Kirche in Prag und unterrichtete Kirchengesang. Im Jahr 1783 empfing er die Priesterweihe.
Im Jahr 1786 wurde er Bibliothekar der Strahover Klosterbibliothek. Im Jahr 1802 übernahm er deren Leitung, in dieser Funktion blieb er bis zu seinem Lebensende. Nach dem Tod von Jan Lohelius Oehlschlägel im Jahr 1788 wurde er auch Chorregent des Klosters (bis 1807) und später auch dessen Archivar und Historiker.
Die Oberlausitzische Gesellschaft der Wissenschaften (Hornolužická společnost věd) in Görlitz, eine der ältesten Gelehrtengesellschaften in Mitteleuropa, ernannte ihn zu ihrem Ehrenmitglied. Die Königliche böhmische Gesellschaft der Wissenschaften (Královská česká společnost nauk) ernannte ihn im Jahr 1796 zu ihrem ordentlichen Mitglied. In den Jahren 1813 bis 1818 übernahm deren Vorsitz.
Seine Geburtsstadt Cerhenice stellte im Jahr 1900 zu seinen Ehren ein Denkmal auf.

## Bedeutung
Während seiner Zeit auf Strahov unternahm Dlabač viele Reisen und sammelte biografisches Material über Künstler der Länder der böhmischen Krone. Dazu besuchte er Bibliotheken tschechischer, mährischer und schlesischer Kirchen und Klöster und besuchte insbesondere auch die von Kaiser Joseph II. aufgelösten Klöster. Aus dem gesammelten Material über Musiker, darstellende Künstler und Schriftsteller erstellte er ein umfangreiches Lexikon: Allgemeines historisches Künstler-Lexikon für Böhmen und zum Theile auch für Mähren und Schlesien. Das dreibändige Werk mit etwa 4500 Stichworten hat Gottlieb Haase 1815 in Prag gedruckt.
In der Vorrede zu seinem Lexikon schreibt Dlabač: „Ich ließ auf meinen Reisen durch Böhmen, Mähren und Österreich keine Kirche, keinen Palast, kein Kloster, auch nicht ein Privathaus, wo ich Kunstschätze vermutete, […] , kein Grabmal, keinen Glockenturm unbesucht; so wie auch nicht ein Flugblatt, das eine Nachricht von einem Künstler enthielt ]…]“
Dlabač arbeitete an diesem Werk 27 Jahre lang. Bis heute ist es eine wertvolle Informationsquelle über das kulturelle Leben der Böhmischen Länder auf dem Gebiet der Musik, Kunst und Architektur von Mittelalter bis zum frühen 19. Jahrhundert. Dlabačs Manuskript wird in der Strahov-Bibliothek aufbewahrt. Dlabač war auch als Dichter und Schriftsteller tätig und übersetzte auch fremdsprachige Lieder, Kantaten und Opernlibretti (z. B. Mozarts Zauberflöte) in die tschechische Sprache.

## Schriften (Auswahl)
- Nachricht von den in böhmischer Sprache verfassten und herausgegebenen Zeitungen, Prag 1803.
- Historische Darstellung des Ursprunges und der Schicksale des königlichen Stiftes Strahov, Prag 1805–1807.
- Allgemeines historisches Künstler-Lexikon für Böhmen und zum Theil auch für Mähren und Schlesien, Prag 1815. Online in der Bayerischen Staatsbibliothek: Bd. 1 (A-H), Bd. 2 (J-R), Bd. 3 (S-Z)
- Krátké vypsání českého království pro pouze českou školní mládež – d. i. Kurze Beschreibung des böhmischen Königreiches für den Unterricht der böhmischen Schuljugend, Prag 1818. Online in der Bayerischen Staatsbibliothek.
- Biographie des … M. Johann Campanus von Wodnian, mit einem Verzeichnisse seiner bisher entdeckten Schriften, Prag 1819. Online in der Bayerischen Staatsbibliothek.